# エプソムカップ
エプソムカップは、日本中央競馬会 (JRA) が東京競馬場で施行する中央競馬の重賞競走（GIII）である。
寄贈賞を提供するエプソム競馬場（Epsom Race Course）はロンドンから南に約27kmのサリー州エプソムダウンズに位置する競馬場で、1661年に最初のレースが行われた記録が残っている。同競馬場では英国ダービーのほか、英国オークスやコロネーションカップといったG1レースが行われる。
正賞はエプソム競馬場賞。

## 概要
1983年に東京優駿（日本ダービー）が50回を迎えたのを機に、東京競馬場と英国ダービーを開催するエプソム競馬場が姉妹競馬場として提携した際に記念植樹（東京競馬場からは桜が、エプソム競馬場からは柏が贈られた）とカップの交換を行い、1984年から東京競馬場で「エプソムカップ」を、エプソム競馬場では「The JRA Condition Stakes」が行われるようになり、両競馬場およびJRAと英国ジョッキークラブの親善が図られている。
施行場・距離は創設時より東京競馬場の芝1800mで定着。創設時の負担重量はハンデキャップだったが、1996年より別定に変更された。2025年より施行時期を6月から5月、出走資格を3歳以上から4歳以上にそれぞれ変更されることになった。
外国産馬は1993年から、地方競馬所属馬は2012年からそれぞれ出走可能になったほか、2005年からは外国馬も出走可能な国際競走となった。

### 競走条件
以下の内容は、2025年現在のもの。
出走資格：サラ系4歳以上
- JRA所属馬
- 地方競馬所属馬（2頭まで）
- 外国調教馬（優先出走）

負担重量：別定
- 57kg、牝馬2kg減
  - 2024年5月4日以降のGI競走（牝馬限定競走を除く）1着馬3kg増、牝馬限定GI競走またはGII競走（牝馬限定競走を除く）1着馬2kg増、牝馬限定GII競走またはGIII競走（牝馬限定競走を除く）1着馬1kg増
  - 2024年5月3日以前のGI競走（牝馬限定競走を除く）1着馬2kg増、牝馬限定GI競走またはGII競走（牝馬限定競走を除く）1着馬1kg増
  - （ただし2歳時の成績を除く）

### 賞金
2025年の1着賞金は4300万円で、以下2着1700万円、3着1100万円、4着650万円、5着430万円。

## 歴史
- 1984年 - 4歳以上の馬による重賞（GIII[注 2]）として創設、東京競馬場の芝1800mで施行[5]。
- 1993年 - 混合競走に指定、外国産馬が出走可能になる[1]。
- 2001年 - 馬齢表示の国際基準への変更に伴い、出走資格を「3歳以上」に変更[1]。
- 2005年 - 国際競走に変更され、外国調教馬が5頭まで出走可能となる[8]。
- 2007年 - 日本のパートI国昇格に伴い、外国調教馬の出走枠が9頭に拡大[10]。
- 2012年 - 特別指定交流競走となり、地方競馬所属馬が2頭まで出走可能になる[7]。
- 2020年 - COVID-19の流行により「無観客競馬」として開催[11]。
- 2022年 - 「エリザベス女王即位70年記念」の副題を付して施行。
- 2023年 ‐ この年から負担重量を「グレード別定」に変更され、斤量も3歳53kg、4歳以上57kg（牝馬2kg減）に変更された。
- 2025年
  - 施行時期を5月に、出走条件も4歳以上にそれぞれ変更。
  - 施行日を1999年以来再び土曜日に変更すると共に、NHKマイルカップ前日に施行。

### 歴代優勝馬
距離はすべて芝コース。
優勝馬の馬齢は、2000年以前も現行表記に揃えている。競馬場及び距離は全て東京競馬場芝1800mで施行。
| 回数   | 施行日        | 優勝馬             | 性齢 | タイム | 優勝騎手       | 管理調教師 | 馬主                                 |
| ------ | ------------- | ------------------ | ---- | ------ | -------------- | ---------- | ------------------------------------ |
| 第1回  | 1984年6月10日 | サクラシンボリ     | 牡5  | 1:51.7 | 小島太         | 久保田彦之 | 全演植                               |
| 第2回  | 1985年6月9日  | スズマッハ         | 牡4  | 1:50.4 | 大崎昭一       | 仲住芳雄   | 小紫芳夫                             |
| 第3回  | 1986年6月8日  | スーパーグラサード | 牡4  | 1:50.1 | 中野栄治       | 清水美波   | 平野井昌弘                           |
| 第4回  | 1987年6月14日 | ダイナフェアリー   | 牝4  | 1:48.1 | 増沢末夫       | 鈴木康弘   | （有）社台レースホース               |
| 第5回  | 1988年6月12日 | ソウシンホウジュ   | 牝4  | 1:48.1 | 柏崎正次       | 古賀末喜   | 惣万房子                             |
| 第6回  | 1989年6月11日 | ニホンピロブレイブ | 牡4  | 1:50.2 | 柴田政人       | 伊藤雄二   | 小林百太郎                           |
| 第7回  | 1990年6月10日 | サマンサトウショウ | 牝5  | 1:47.7 | 角田晃一       | 渡辺栄     | トウショウ産業（株）                 |
| 第8回  | 1991年6月8日  | プレクラスニー     | 牡4  | 1:47.2 | 江田照男       | 矢野照正   | 田島榮二郎                           |
| 第9回  | 1992年6月13日 | マルマツエース     | 牡4  | 1:47.1 | 安田富男       | 仲住芳雄   | 松田敏雄                             |
| 第10回 | 1993年6月12日 | サクラセカイオー   | 牡4  | 1:46.8 | 小島太         | 境征勝     | （株）さくらコマース                 |
| 第11回 | 1994年6月11日 | ワコーチカコ       | 牝4  | 1:47.5 | 岡部幸雄       | 伊藤雄二   | 石田隆夫                             |
| 第12回 | 1995年6月10日 | カネツクロス       | 牡4  | 1:48.0 | 的場均         | 西塚安夫   | カネツ競走馬（株）                   |
| 第13回 | 1996年6月1日  | マーベラスサンデー | 牡4  | 1:45.7 | 武豊           | 大沢真     | 笹原貞生                             |
| 第14回 | 1997年5月31日 | タイキマーシャル   | 牡5  | 1:46.6 | 岡部幸雄       | 藤沢和雄   | （有）大樹ファーム                   |
| 第15回 | 1998年6月6日  | ツクバシンフォニー | 牡5  | 1:48.2 | 横山典弘       | 伊藤正徳   | 細谷昭夫                             |
| 第16回 | 1999年6月5日  | アメリカンボス     | 牡4  | 1:46.0 | 江田照男       | 田子冬樹   | （株）畔蒜不動産                     |
| 第17回 | 2000年6月11日 | アメリカンボス     | 牡5  | 1:49.5 | 江田照男       | 田子冬樹   | （株）畔蒜不動産                     |
| 第18回 | 2001年6月10日 | アドマイヤカイザー | 牡5  | 1:45.1 | 芹沢純一       | 橋田満     | 近藤利一                             |
| 第19回 | 2002年6月9日  | ジョウテンブレーヴ | 牡5  | 1:46.8 | 蛯名正義       | 相沢郁     | 田邉久男                             |
| 第20回 | 2003年6月15日 | マイネルアムンゼン | 牡4  | 1:47.7 | 蛯名正義       | 田中清隆   | （株）サラブレッドクラブ・ラフィアン |
| 第21回 | 2004年6月13日 | マイネルアムンゼン | 牡5  | 1:47.9 | 大西直宏       | 田中清隆   | （株）サラブレッドクラブ・ラフィアン |
| 第22回 | 2005年6月12日 | スズノマーチ       | 牡5  | 1:46.6 | 北村宏司       | 藤沢和雄   | 小紫芳夫                             |
| 第23回 | 2006年6月11日 | トップガンジョー   | 牡4  | 1:49.2 | 後藤浩輝       | 和田正道   | 河内孝夫                             |
| 第24回 | 2007年6月10日 | エイシンデピュティ | 牡5  | 1:48.3 | 田中勝春       | 野元昭     | 平井豊光                             |
| 第25回 | 2008年6月15日 | サンライズマックス | 牡4  | 1:45.9 | 横山典弘       | 増本豊     | 松岡隆雄                             |
| 第26回 | 2009年6月14日 | シンゲン           | 牡6  | 1:45.5 | 藤田伸二       | 戸田博文   | 花木照人                             |
| 第27回 | 2010年6月13日 | セイウンワンダー   | 牡4  | 1:46.1 | 福永祐一       | 領家政蔵   | 大谷高雄                             |
| 第28回 | 2011年6月12日 | ダークシャドウ     | 牡4  | 1:47.3 | 福永祐一       | 堀宣行     | 飯塚知一                             |
| 第29回 | 2012年6月10日 | トーセンレーヴ     | 牡4  | 1:46.7 | C.ウィリアムズ | 池江泰寿   | 島川隆哉                             |
| 第30回 | 2013年6月9日  | クラレント         | 牡4  | 1:45.7 | 岩田康誠       | 橋口弘次郎 | 前田晋二                             |
| 第31回 | 2014年6月15日 | ディサイファ       | 牡5  | 1:46.2 | 四位洋文       | 小島太     | H.H.シェイク・モハメド               |
| 第32回 | 2015年6月14日 | エイシンヒカリ     | 牡4  | 1:45.4 | 武豊           | 坂口正則   | （株）栄進堂                         |
| 第33回 | 2016年6月12日 | ルージュバック     | 牝4  | 1:46.2 | 戸崎圭太       | 大竹正博   | （有）キャロットファーム             |
| 第34回 | 2017年6月11日 | ダッシングブレイズ | 牡5  | 1:45.9 | 浜中俊         | 吉村圭司   | グリーンフィールズ（株）             |
| 第35回 | 2018年6月10日 | サトノアーサー     | 牡4  | 1:47.4 | 戸崎圭太       | 池江泰寿   | （株）サトミホースカンパニー         |
| 第36回 | 2019年6月9日  | レイエンダ         | 牡4  | 1:49.1 | C.ルメール     | 藤沢和雄   | （有）キャロットファーム             |
| 第37回 | 2020年6月14日 | ダイワキャグニー   | 牡6  | 1:47.7 | 内田博幸       | 菊沢隆徳   | 大城敬三                             |
| 第38回 | 2021年6月13日 | ザダル             | 牡5  | 1:45.1 | 石橋脩         | 大竹正博   | （有）キャロットファーム             |
| 第39回 | 2022年6月12日 | ノースブリッジ     | 牡4  | 1:46.7 | 岩田康誠       | 奥村武     | 井山登                               |
| 第40回 | 2023年6月11日 | ジャスティンカフェ | 牡5  | 1:45.5 | 横山和生       | 安田翔伍   | 三木正浩                             |
| 第41回 | 2024年6月9日  | レーベンスティール | 牡4  | 1:44.7 | C.ルメール     | 田中博康   | （有）キャロットファーム             |
| 第42回 | 2025年5月10日 | セイウンハーデス   | 牡6  | 1:43:9 | 幸英明         | 橋口慎介   | 西山茂行                             |